# George Flasz
George Flasz (hebr.: ג'ורג' פלש, ang.: George Flash, ur. 1909 w Resicie, zm. 22 listopada 1990) – izraelski prawnik i polityk, w latach 1951–1955 poseł do Knesetu z listy Ogólnych Syjonistów.

## Życiorys
Urodził się w 1909 w mieście Resita, w ówczesnych Austro-Węgrzech (obecnie Rumunia). Ukończył jesziwę, a następnie studia prawnicze na Uniwersytecie Wiedeńskim.
W 1933 wyemigrował do stanowiącej brytyjski mandat Palestyny.
W wyborach parlamentarnych w 1951 po raz pierwszy i jedyny dostał się do izraelskiego parlamentu. W drugim Knesecie zasiadał w komisjach spraw zagranicznych i obrony oraz spraw wewnętrznych, a także przewodniczył podkomisji ds. spisu ludności.
Zmarł 22 listopada 1990.